# Křinec
Křinec è un comune mercato della Repubblica Ceca facente parte del distretto di Nymburk, in Boemia Centrale.